# Satam al-Suqami
Satam Muhammed Abdel Rahman al-Suqami (em árabe: سطام السقامي; Riyadh, 28 de junho de 1976 – Nova Iorque, 11 de setembro de 2001) foi um estudante de direito e um dos cinco sequestradores do Voo 11 da American Airlines como parte dos ataques de 11 de setembro.
Suqami era um estudante de direito até ser recrutado na al-Qaeda junto com Majed Moqed, outro sequestrador, e viajou para o Afeganistão, onde seria escolhido para participar nos ataques do 11 de setembro.
Ele chegou aos Estados Unidos em abril de 2001. Em 11 de setembro de 2001, Suqami embarcou no Voo 11 da American Airlines e participou do sequestro do avião, que foi colidido contra a Torre Norte do World Trade Center.